# Paweł Holwek
Paweł Holwek (ur. 30 listopada 1961) – polski lekkoatleta, specjalizujący się w biegach średniodystansowych.

## Osiągnięcia
- Mistrzostwa Polski seniorów w lekkoatletyce
  - Bydgoszcz 1985 – brązowy medal w biegu na 800 m

- Halowe mistrzostwa Polski seniorów w lekkoatletyce
  - Zabrze 1985 – srebrny medal w biegu na 800 m

## Rekordy życiowe
- bieg na 800 metrów
  - stadion – 1:47,92 (Warszawa 1985)
- bieg na 1000 metrów
  - stadion – 2:24,30 (Spała 1982)